# RC España
A Real Club España egy megszűnt mexikói labdarúgócsapat, amelynek otthona Mexikóváros volt. Egyike volt a mexikói professzionális első osztályú bajnokság alapítóinak. Egy bajnoki és egy kupagyőzelemmel rendelkezik.

## Története
A csapatot eredetileg Club España néven Spanyolországból származó bevándorlók alapították Mexikóvárosban 1912. március 20-án, majd rögtön el is indultak az amatőr bajnokságban, ahol az utolsó, hatodik helyen végeztek. 1914-ben, majd utána még három éven keresztül azonban sorozatosan megnyerték a bajnokságot, 1915-től pedig már a „rendes” keret mellett egy „B” csapattal is neveztek (igaz, ez 1918-ban megszűnt). 1919-ben megint az España lett a bajnok, de a következő szezontól visszaléptek, miután egy Atlas elleni barátságos mérkőzésükön szörnyű baleset történt.
1920-ban Antonio de Zayas amalfi herceg közbenjárására XIII. Alfonz spanyol király a Real, azaz „királyi” címet adományozta a klubnak. Ugyanebben az évben a klub elhatározta, hogy a hivatalos amatőr bajnokság mellett egy saját ligát alapít Liga Nacional néven, amelyben rajta kívül még négyen indultak. A következő években újra egyesült a bajnokság, az España pedig gyakran végzett a dobogón, sőt, 1930-ban ismét bajnok lett. A következő évben elindult ugyan a szezon, de a világbajnokságról későn hazatérő mexikói válogatott és Gaspar Rubio Real Madrid-játékos törvénytelen leigazolása miatt az RC España visszalépett, később pedig az egész bajnokságot lefújták. A következő szezonból teljesen kimaradt a klub, és csak 1932-ben tért vissza újra. 1934-ben, 1936-ban, 1940-ben és 1942-ben is bajnokok lettek, de ekkor véget ért az amatőr bajnokságok korszaka.
Az 1943-ban kezdődő professzionális bajnokság tíz csapattal indult, ezek egyike az España volt. Az első szezonban az Asturiasszal azonos pontszámmal (27–27) végeztek az élen, de az emiatt kiírt döntőt 4–1-re elveszítették, így csak másodikok lettek. A következő évben megnyerték a bajnokságot, majd néhány évig gyengébben szerepeltek. Az 1949–1950-es szezon után (az Asturiashoz és a Moctezumához hasonlóan) a szövetséggel való szembenállásuk miatt távoztak a ligából, majd teljesen meg is szűntek.

## Bajnoki eredményei
A csapat első osztályú szereplése során az alábbi eredményeket érte el:
| Év        | Helyezés |
| --------- | -------- |
| 1943–1944 | 2. hely  |
| 1944–1945 | Bajnok   |
| 1945–1946 | 7. hely  |
| 1946–1947 | 9. hely  |
| 1947–1948 | 7. hely  |
| 1948–1949 | 9. hely  |
| 1949–1950 | 4. hely  |